# 刘士豪
刘士豪（1900年12月24日—1974年6月2日），原名明允，曾用名执中，男，湖北武昌人，中国内分泌学家、医学教育家，曾任北京同仁医院院长，第四届全国政协委员。